# Ban Ki-moon
Ban Ki-moon (반기문?, 潘基文?, Ban GimunLR, Pan GimunMR; [pan ɡi mun]) (Haengchi, 13 giugno 1944) è un politico, diplomatico e alto ufficiale delle Nazioni Unite sudcoreano, segretario generale delle Nazioni Unite dal 2007 al 2016.

## Biografia
Prima di divenire segretario generale, Ban Ki-moon è stato diplomatico di carriera al Ministero degli affari esteri e del commercio della Corea del Sud, e alle Nazioni Unite. Ban entrò nel servizio diplomatico l'anno della sua laurea, accettando una prima posizione a Nuova Delhi. Ban fu ministro degli esteri della Corea del Sud dal gennaio 2004 al novembre 2006. Nel febbraio 2006 ha iniziato a fare campagna per la sua candidatura a segretario generale dell'ONU. Ban non era inizialmente considerato tra i favoriti; tuttavia, nella sua posizione di ministro degli esteri, fu in grado di compiere viaggi in tutti i Paesi allora membri del Consiglio di sicurezza, una mossa che lo portò ad essere il primo favorito. Nel 2006 ha dovuto sconfessare le voci sulla sua presunta presa di posizione a favore della pena di morte, dovute a un suo precedente discorso in cui sosteneva il diritto di competenza delle singole nazioni in tale materia.
Fu candidato dal Consiglio di sicurezza delle Nazioni Unite, dove ricevette 14 voti favorevoli, tra cui i cinque voti fondamentali di Stati Uniti, Regno Unito, Francia, Russia e Cina. Il 13 ottobre 2006, Ban venne eletto come 8º Segretario generale dall'Assemblea generale delle Nazioni Unite. Il 1º gennaio 2007 succedette così a Kofi Annan. Durante il suo mandato, Ban ha attuato numerose riforme riguardo al peacekeeping e alle pratiche di impiego dell'ONU. In campo diplomatico Ban ha preso posizioni particolarmente forti riguardo al riscaldamento globale, facendo ripetutamente pressione sulla questione con l'allora Presidente degli Stati Uniti, George W. Bush, e sul conflitto del Darfur, dove ha aiutato a persuadere il presidente sudanese Omar al-Bashir a permettere alle truppe di peacekeeping di fare ingresso in Sudan.
Ban ha ricevuto l'Ordine del servizio di merito dal governo della Corea del Sud in tre occasioni: nel 1975, 1986 e 2006. Per i suoi risultati come diplomatico, ha ricevuto la Gran decorazione d'onore dall'Austria nel 2001. Ha ricevuto riconoscimenti da molti dei Paesi in cui ha lavorato come diplomatico: il governo del Brasile lo ha insignito della Grande croce del Rio Branco, il governo del Perù della Grande croce del Sole, e la Korea Society di New York con il James A. Van Fleet Award per il suo contributo all'amicizia tra gli Stati Uniti e la Repubblica di Corea.
Nel 2016 ha partecipato al documentario di Leonardo DiCaprio sui cambiamenti climatici Punto di non ritorno - Before the Flood.

## Campagna come Segretario generale

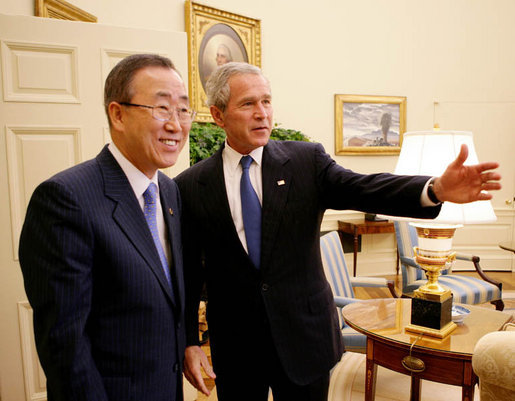
Incontro con George W. Bush

Nel febbraio 2006, Ban annunciò la sua candidatura a sostituire Kofi Annan come Segretario generale dell'ONU alla fine del 2006, divenendo il primo sud-coreano in corsa per tale posto. Nonostante Ban fosse stato il primo ad annunciare la propria candidatura, non venne inizialmente considerato un pretendente serio.
Nei successivi otto mesi, Ban fece visite ministeriali in ciascuno del 15 paesi membri del Consiglio di sicurezza. Dei sette candidati, arrivò sempre primo nelle quattro votazioni consultive condotte dal Consiglio di sicurezza delle Nazioni Unite: il 24 luglio, 14 settembre, 28 settembre, e 2 ottobre.
Durante il periodo di queste votazioni, Ban fece alcuni importanti discorsi all'Asia Society e al Council on Foreign Relations di New York. Per essere confermato, Ban aveva bisogno non solo del supporto della comunità diplomatica, ma anche di evitare il veto di uno dei cinque membri permanenti del Consiglio: Cina, Francia, Russia, Regno Unito e Stati Uniti. Ban era popolare a Washington per avere fatto pressioni affinché il governo della Corea del Sud inviasse truppe in Iraq. Ma si era anche opposto a numerose posizioni statunitensi: aveva espresso il suo appoggio alla Corte penale internazionale, e favorito un approccio distensivo con la Corea del Nord. Ban disse durante la sua campagna che avrebbe voluto visitare la Corea del Nord in persona, per incontrarsi direttamente con Kim Jong-il. Ban veniva visto in netto contrasto con Kofi Annan, che era considerato molto più carismatico, ma percepito come un cattivo manager per via dei problemi sorti con il programma ONU Oil-for-food in Iraq.
Ban lottò anche per avere l'approvazione della Francia. La sua biografia ufficiale dice che Ban parla sia inglese sia francese, i due linguaggi di lavoro del Segretariato ONU. Ban ha ripetutamente faticato per rispondere alle domande in francese di vari giornalisti. Ha anche riconosciuto i suoi limiti in francese, ma ha assicurato i diplomatici francesi di essere devoto nel continuare lo studio della lingua. In una conferenza stampa l'11 gennaio 2007, Ban ha sottolineato: "il mio francese può forse essere migliorato, e io sto continuando a lavorarci. Ho preso lezioni di francese negli ultimi cinque mesi. Penso che, anche se il mio francese non è perfetto, continuerò a studiarlo."

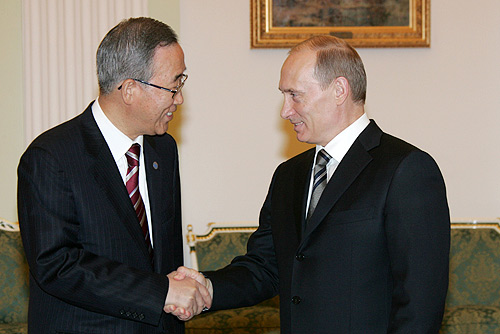
Ban Ki-moon con il presidente russo Vladimir Putin a Mosca il 9 aprile 2008.

Con l'avvicinarsi dell'elezione a Segretario Generale, aumentarono le critiche alla campagna della Corea del Sud in supporto a Ban. Nello specifico, la sua pratica di visitare sistematicamente tutti gli stati membri del Consiglio di Sicurezza nel suo ruolo di Ministro degli Affari Esteri e del Commercio, per assicurarsi voti in suo supporto attraverso la firma di accordi commerciali con le nazioni europee e la richiesta di aiuto ai paesi in via di sviluppo entrò all'attenzione della stampa. Secondo il The Washington Post, "i concorrenti si sono lamentati in privato che la Repubblica di Corea, l'11° più forte economia del mondo, ha utilizzato il suo potere economico per generare sostegno alla sua candidatura". Ban ha replicato qualificando tali insinuazioni come "senza fondamento". In un'intervista il 17 settembre 2006 ha detto: "Come front-runner, so che posso diventare il bersaglio di questo processo di scrutinio" e "sono un uomo di integrità".
Nell'ultima votazione informale del 2 ottobre, Ban ricevette 14 voti favorevoli e un'astensione ("nessuna opinione") dai quindici membri del Consiglio di Sicurezza. Ancora più importante, Ban fu l'unico candidato ad evitare un veto; ciascuno degli altri ricevette almeno un "no" da uno dei cinque membri permanenti. A seguito del voto Shashi Tharoor, arrivato secondo, ritirò la sua candidatura e il rappresentante permanente della Cina all'ONU disse alla stampa: "è abbastanza chiaro dal voto di oggi che il Ministro Ban Ki-moon è il candidato che il Consiglio di Sicurezza raccomanderà all'Assemblea Generale".
Il 9 ottobre, il Consiglio di Sicurezza formalizzò la scelta di Ban come candidato. Nel voto pubblico, Ban venne sostenuto da tutti i 15 membri del consiglio. Il 13 ottobre, i 192 membri dell'Assemblea Generale dell'ONU acclamarono Ban come Segretario Generale.

## Polemiche sulla pena di morte

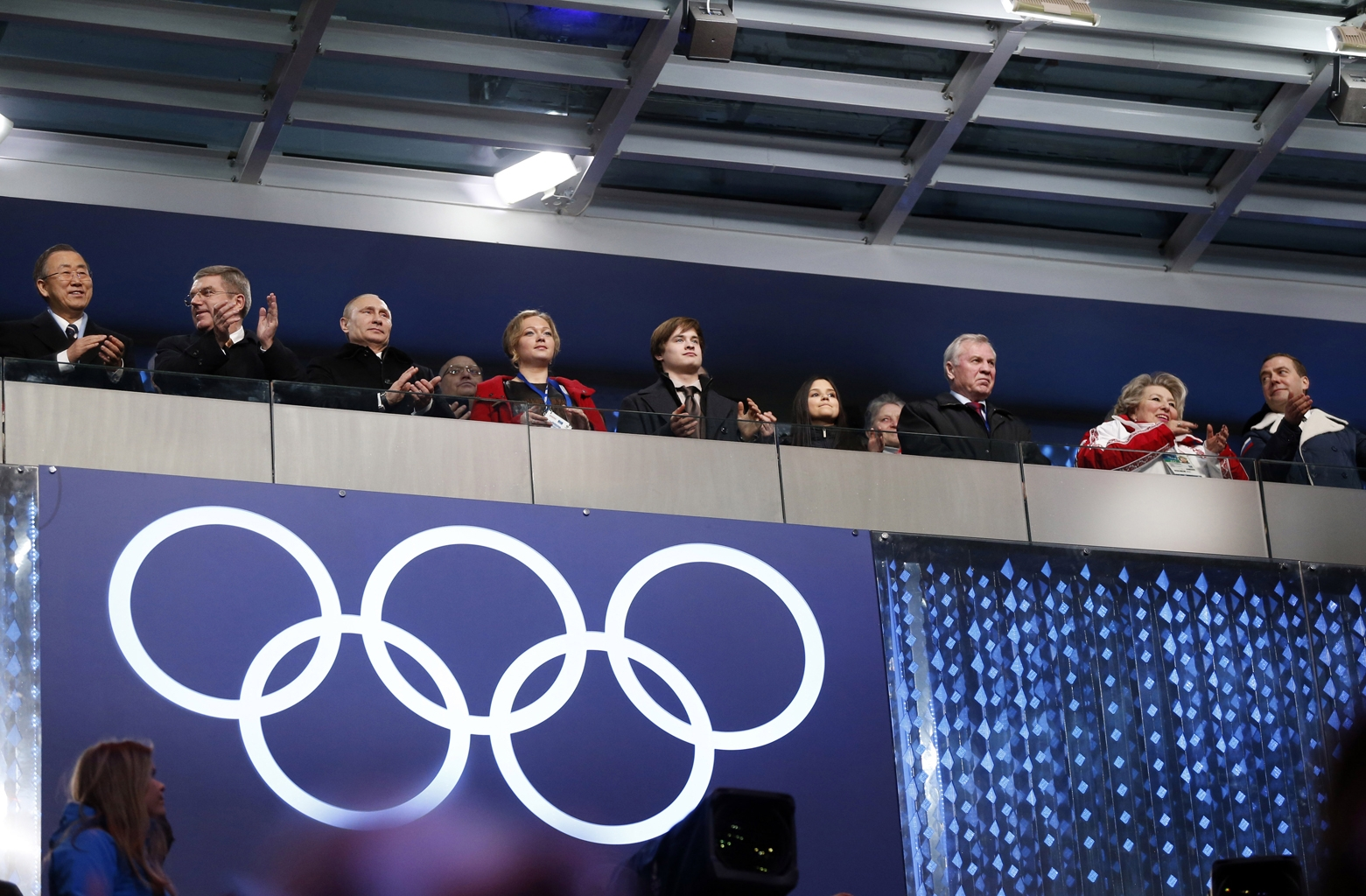
Ban Ki-moon alla cerimonia di apertura delle Olimpiadi invernali di Sochi del 2014

Il 23 gennaio 2007 Ban iniziò il suo mandato come 8º Segretario Generale delle Nazioni Unite. Il mandato di Ban si aprì nelle polemiche: al suo primo incontro con la stampa come Segretario Generale il 2 gennaio 2007, Ban rifiutò di condannare la pena di morte imposta a Saddam Hussein dalla Corte Suprema Irachena, sottolineando che "resta a ciascuno stato decidere sulla questione della pena di morte". La posizione di Ban contraddiceva una lunga tradizione di opposizione delle Nazioni Unite alla pena di morte in quanto riguardante i diritti umani.
Ban chiarificò rapidamente la propria posizione sui casi di Barzan al-Tikriti e Awad al-Bandar, due alti ufficiali iracheni accusati della morte di 148 sciiti nel villaggio iracheno di Dujail negli anni ottanta. Attraverso il suo portavoce, il 6 gennaio Ban "esortò fortemente il Governo dell'Iraq ad accordare una sospensione delle esecuzioni di coloro le cui sentenze di morte potrebbero essere eseguite nel prossimo futuro".
Sulla questione generale della pena di morte Ban, parlando ad una platea di Washington il 16 gennaio 2007, riconobbe ed incoraggiò "la crescente tendenza nella società internazionale, nel diritto internazionale e nelle politiche e pratiche interne verso finalmente una graduale abolizione (phase out eventually) della pena di morte. Nel decimo anniversario della morte di Pol Pot, il 15 aprile 2008, Ban Ki-moon lanciò un appello perché i vecchi leader del regime dei Khmer rossi fossero portati davanti alla giustizia. In questo contesto il Tribunale speciale della Cambogia, istituito dalla Cambogia e dalle Nazioni Unite, è diventato operativo dal 2006 con l'aspettativa di proseguire i lavori almeno fino al 2010, ed è tuttora in attività.